# Гупл (Північна Дакота)
Гупл (англ. Hoople) — місто (англ. city) в США, в окрузі Волш штату Північна Дакота. Населення — 247 осіб (2020).

## Географія
Гупл розташований за координатами 48°32′6″ пн. ш. 97°38′16″ зх. д. / 48.53500° пн. ш. 97.63778° зх. д. (48.535001, -97.637710).  За даними Бюро перепису населення США в 2010 році місто мало площу 0,93 км², уся площа — суходіл. В 2017 році площа становила 1,38 км², уся площа — суходіл.

## Демографія
Згідно з переписом 2010 року, у місті мешкали 242 особи в 115 домогосподарствах у складі 63 родин. Густота населення становила 259 осіб/км².  Було 135 помешкань (145/км²).
Расовий склад населення:
| - 93,0 % — білих - 6,6 % — осіб інших рас |

До двох чи більше рас належало 0,4 %. Частка іспаномовних становила 9,1 % від усіх жителів.
За віковим діапазоном населення розподілялося таким чином: 21,5 % — особи молодші 18 років, 63,6 % — особи у віці 18—64 років, 14,9 % — особи у віці 65 років та старші. Медіана віку мешканця становила 44,0 року. На 100 осіб жіночої статі у місті припадало 105,1 чоловіків;  на 100 жінок у віці від 18 років та старших — 113,5 чоловіків також старших 18 років.
Середній дохід на одне домашнє господарство  становив 69 318 доларів США (медіана — 56 250), а середній дохід на одну сім'ю — 79 949 доларів (медіана — 80 000). Медіана доходів становила 54 250 доларів для чоловіків та 41 250 доларів для жінок. За межею бідності перебувало 9,6 % осіб, у тому числі 18,2 % дітей у віці до 18 років та 11,1 % осіб у віці 65 років та старших.
Цивільне працевлаштоване населення становило 150 осіб. Основні галузі зайнятості: освіта, охорона здоров'я та соціальна допомога — 22,7 %, виробництво — 22,0 %, сільське господарство, лісництво, риболовля — 22,0 %.